# Лазе (Логатець)
Лазе (словен. Laze) — поселення в общині Логатець, Осреднєсловенський регіон, Словенія. Висота над рівнем моря: 453,5 м.